# Regimiento Raider de los Marines
El Regimiento Raider de los Marines, anteriormente conocido como Regimiento de Operaciones Especiales de los Marines (MSOR), es una fuerza de operaciones especiales del Cuerpo de Marines de los Estados Unidos (USMC), que forma parte del  MARSOC. La unidad militar fue renombrada como su predecesora, la tropa de élite de la Segunda Guerra Mundial, los Raiders del Cuerpo de Marines, esta unidad es el principal componente de combate del MARSOC, que es la contribución del Cuerpo de Marines, al Mando de Operaciones Especiales de los Estados Unidos (USSOCOM).

## Historia

### Segunda Guerra Mundial

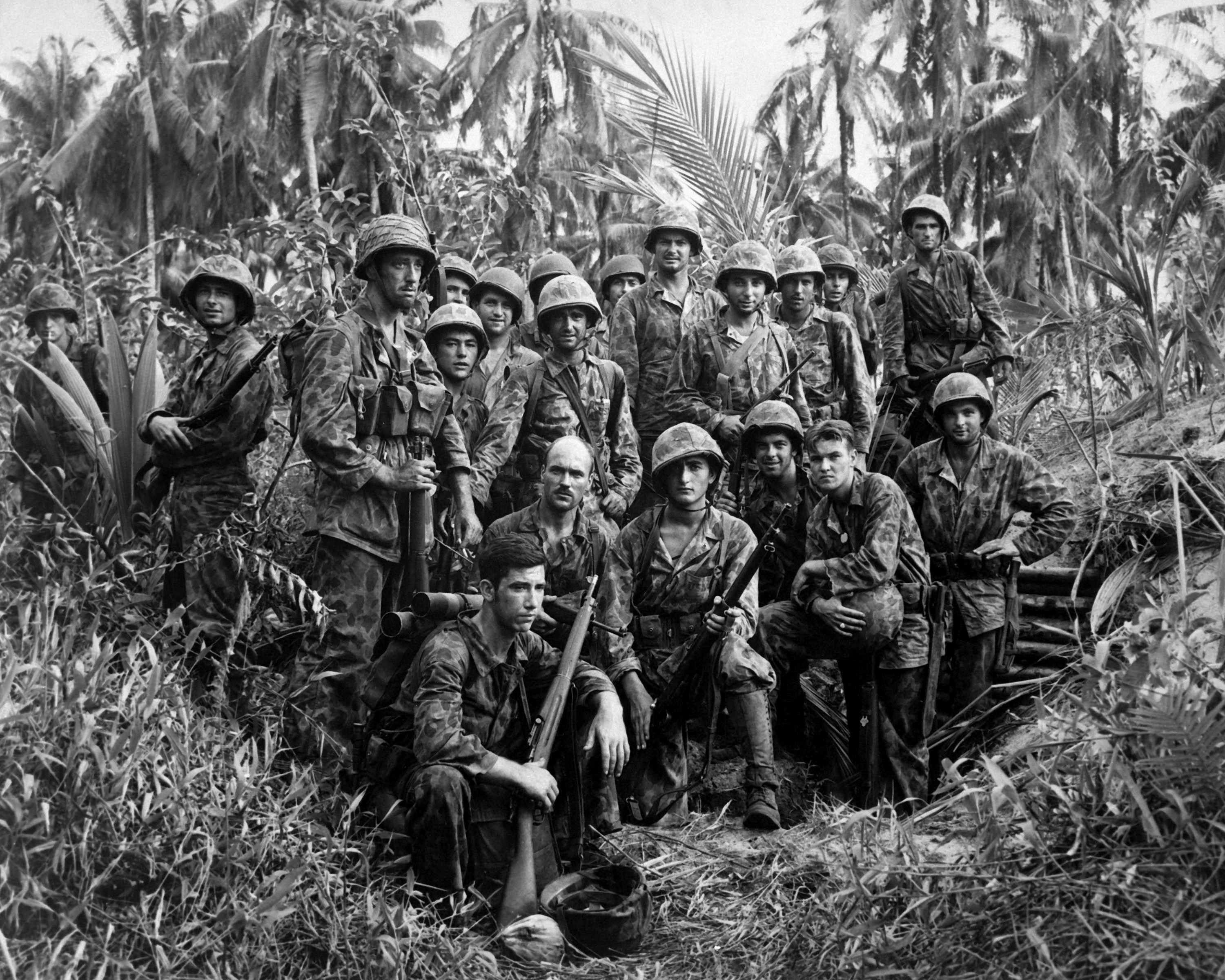
Marine Raiders en Bougainville.

Los Marine Raiders actuales pueden remontar sus raíces a sus antecesores de la Segunda Guerra Mundial, los Raiders del Cuerpo de Marines de los Estados Unidos. Los Raiders eran unas unidades de élite, establecidas por los Marines y estaban entrenadas para llevar a cabo una guerra especial de infantería ligera anfibia, especialmente para desembarcar en lanchas neumáticas, y operar tras las líneas enemigas. Los miembros del primer batallón de Raiders, formaron parte de la Primera Fuerza de Operaciones Especiales de los Estados Unidos, y fueron así mismo los primeros en entrar en combate en la Campaña del Pacífico, durante la Segunda Guerra Mundial.

### Primer destacamento
Los Raiders actuales del Cuerpo de Marines, vieron la luz por primera vez, gracias a un programa piloto llamado: Primer Destacamento del Comando de Operaciones Especiales (SOCOM). Con el fin de evaluar por primera vez el valor de las Fuerzas de Operaciones Especiales de los Marines, separadas permanentemente del Mando de Operaciones Especiales de los Estados Unidos, se activó una pequeña unidad de 86 hombres comandados por el coronel Robert J. Coates, un ex-oficial al mando de la Primera Compañía de la Fuerza de Reconocimiento, el 19 de agosto. En junio de 2003 tenía su sede central en Camp Pendleton. En 2006, la unidad pasó a formar parte del Comando de Operaciones Especiales del Cuerpo de Marines (MARSOC). El primer destacamento fue desplegado en Irak con los SEAL de la Armada de los Estados Unidos dentro del Primer Grupo de Guerra Especial Naval, en 2004, los Marines del destacamento participaron en la Segunda Batalla de Faluya.

## Organización

### MARSOC
En febrero de 2006, se creó el Comando de Operaciones Especiales del Cuerpo de Marines (MARSOC) en Camp Lejeune, Carolina del Norte. El primer y el segundo batallón de operaciones especiales de los marines, fueron creados junto con el grupo de asesores de operaciones especiales de marines (MSOAG). La mayor parte del personal de combate asignado a los dos batallones, procedía de la Fuerza de Reconocimiento del Cuerpo de Marines. En abril de 2009, el MSOAG rediseñó el regimiento de Operaciones Especiales de los Marines, que luego incorporó un nuevo nivel de mando, al hacer que la primera y la segunda unidad del MSOB, se subordinaran, y rediseñó a los infantes de marina operacionales del MSOAG, como el tercer Batallón de Operaciones Especiales del Cuerpo de Marines. Cada batallón consta de cuatro compañías, y cada compañía consta de cuatro equipos de operaciones especiales, formado por catorce hombres.

### Unidad base
La unidad base de los Raiders, es el Equipo de Operaciones Especiales de los Marines (MSOT) formado por catorce hombres. Cada MSOT de 14 hombres, se organiza en tres elementos: un Cuartel General (HQ) y dos Escuadrones Tácticos idénticos. El elemento del cuartel general consiste en un jefe de equipo y un oficial de operaciones especiales (un capitán), un jefe de equipo de operaciones, (un sargento), y un suboficial (NCO) de comunicaciones. Cada elemento táctico consiste en un líder de elemento (sargento), tres operadores de habilidades críticas (un sargento o un cabo), y un soldado de la unidad de reconocimiento anfibio especial de la Marina (SARC). La organización permite que un equipo opere en solitario, pero al mismo tiempo mantiene la capacidad de operar como parte de una unidad más grande, de una forma parecida a las Fuerzas Especiales del Ejército de los Estados Unidos. En 2014, se anunció que el Regimiento de Operaciones Especiales del Cuerpo de Marines, y sus unidades subordinadas, pasarían a llamarse Marine Raiders. Sin embargo, debido a retrasos administrativos, el cambio de nombre no se hizo efectivo hasta el 19 de junio de 2015.

### Regimiento de Operaciones Especiales
El Regimiento de Operaciones Especiales de los Marines también conocido como Regimiento Raider de los Marines (asaltantes o incursores) en conmemoración a sus predecesores de élite de la Segunda Guerra Mundial, es una Fuerza de Operaciones Especiales del Cuerpo de Marines de los Estados Unidos. La organización del Regimiento finalizó en 2007 y contiene tres batallones; el Primer, Segundo y Tercer Batallones de Operaciones Especiales. El Regimiento de Operaciones Especiales de los Marines es el principal componente de combate del Mando de Operaciones Especiales de las Fuerzas del Cuerpo de Marines de los Estados Unidos (MARSOC).